# Enyedi Sámuel (orvos)
Benedeki Enyedi Sámuel (Nagyenyed, 1627 – Alvinc, 1671. február 14.) orvos, tanár, református lelkész, költő.

## Élete
Valószinűleg nagyenyedi származású volt és iskoláit szülővárosában végezte. Ezután a nagyváradi egyház költségén külföldi egyetemre ment és 1649–1650-ben az utrechti egyetemen Gisbertus Voetius előadásait hallgatta; 1650. május 22-étől pedig a franekeri egyetemen tanult, ahol 1653-ban orvosdoktorrá avatták, majd visszatért hazájába és a nagyváradi iskolák igazgatásával bízták meg. 
Amikor két évvel később a tanítástól megvált és gyakorló orvosként működött és dolgai miatt Debrecenbe ment; innen távozásakor a városból néhány katona utána nyargalt és megtámadták; egyike hátul rálőtt, úgy hogy nyaka alatt és lapockája mellett hatolt testébe a golyó és a mellén jött ki. Debrecenbe hurcolták és sebeit bekötötték, azután Ecsedre a fejedelem elé vitték, aki a vádak alaptalansága felől meggyőződvén, szabadon bocsátotta.
Miután 1660-ban török kézre került Nagyvárad, Enyedi Huszton Rhédey Ferencnél tartózkodott. 1664-ben Nagyenyedre hívták meg bölcselettanárnak, ahol öt évig működött. 1669-ben prédikátor lett Alvincen.
Bod Péter ezt írja róla: „Ugy látszik holmi verseiből, hogy alávaló poéta nem volt."

## Munkái
- Dissertatio theologica, praes. Gisb. Voetio. De Visione Dei per Essentiam. Ultrajecti, 1651
- Dissertatio medica, praes. Henr. Rgio. Medicatio duorum aegrorum aneurismate et gangraena laborantium 1651. jún. 21. Uo.
- Exercitatio de visione Dei per essentiam. Franequerae. 1651
- Disputatio theologica, praes. Kloppenburgio. De vera Spiritus Sancti Deitate. Uo. 1652
- Disputatio V. De Dei potentia, potestate et adorabilitate. Uo. 1653
- Disputatio V-ae reliqua. De divina praedestinatione. Uo. 1863
- Dissertatio inaug. medica de Ictero. Traj. ad. Rh., 1653
- Praecepta Morum, Institutioni Puerorum accomodata, facilioris memoriae causa, stylo juxta textum solutum sonante, carminibus comprehensa proponuntur. Ut autem intelligentius disci possint, textus etiam e regione exhibetur, prout a… Joanne Amos Comenio collectus est; in usum Varadien. Scholae, Opera Samuelis Enyedi… Varadini, 1658. (A magyarországi s erdélyi iskolákban általában el volt terjedve; sok kiadást ért, u. m. Lőcse, 1677, 1690, 1696, 1700. Debreccen, 1714, 1735, 1791, Pozsony, 1729. stb.)
- …De Libero Arbitrio; Quam Auxiliante Deo sub praesidio… S. Enyedi… publice defendet Michael Eperiesi… Cibinii, 1665

Weszprémi szerint Lorántfi Zsuzánnához is intézett részvétiratot, fiának Rákóczi Zsigmondnak halála alkalmából, latinúl és magyarul, mely Váradon kinyomatott 1656-ban.